# Три царя

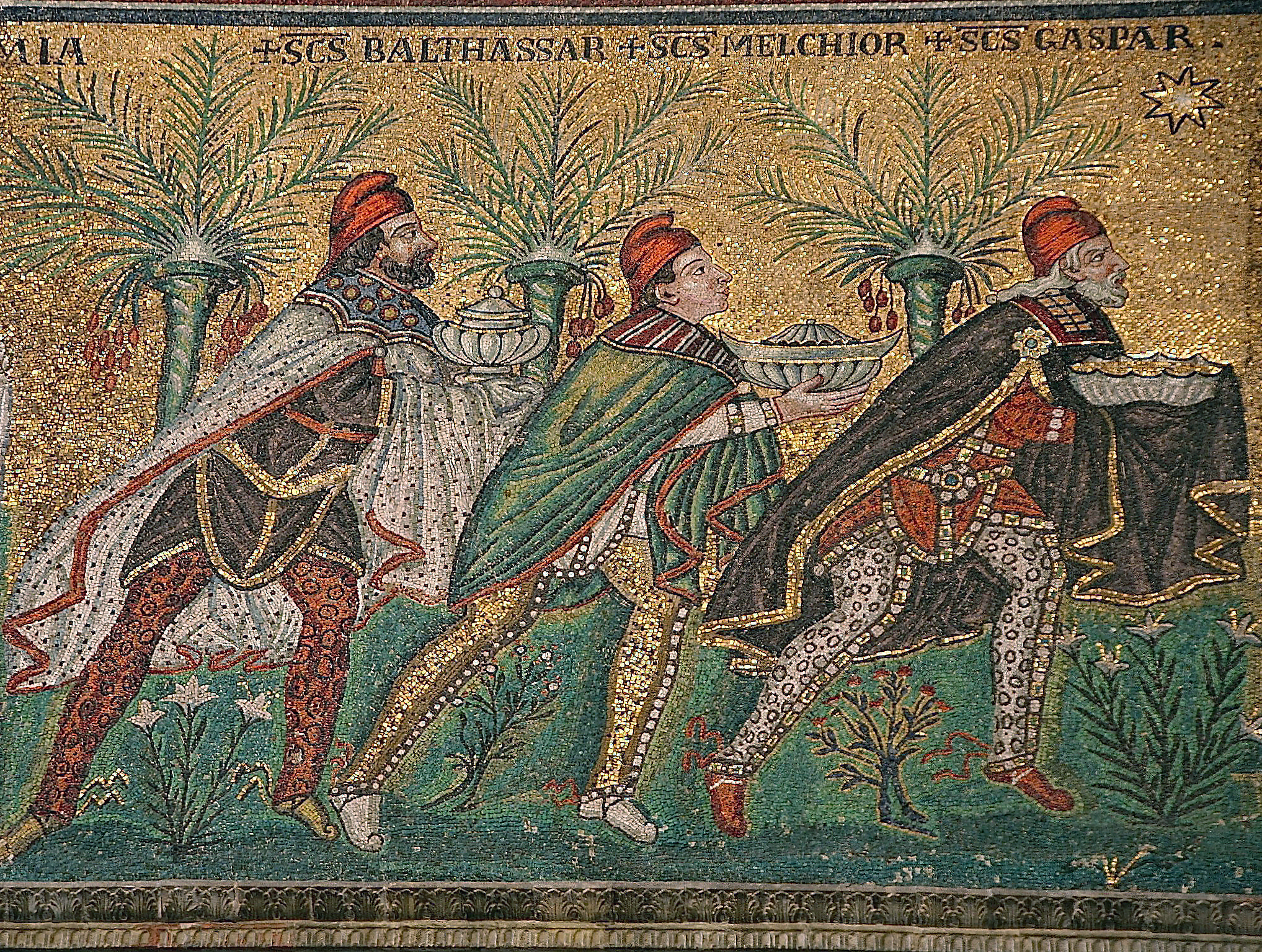
Три волхва. Византийская мозаика из Сант-Аполлинаре-Нуово, Равенна, около 565 года, (восстановлена в XVIII веке). Византийское искусство обычно изображает волхвов в персидской одежде, которая включает накидки и фригийские колпаки.

Три царя́, также маги (греч. μάγοι), волхвы — в западноевропейской традиции Мельхио́р, Каспа́р (Гаспа́р, Ка́спер), Валтаса́р (Бальтаза́р, Балтаза́р, Белтаза́р, Валтаза́р, Вальтаза́р, Вальтаса́р) — люди, принёсшие дары родившемуся в Вифлееме младенцу Иисусу Христу (см. поклонение волхвов). В Евангелии их имена и сан не упоминаются, традиция возникла в средневековье. Представление о волхвах как о восточных царях окончательно сложилось в средневековой Европе начиная с IX века и опубликовано в Золотой легенде.

## История

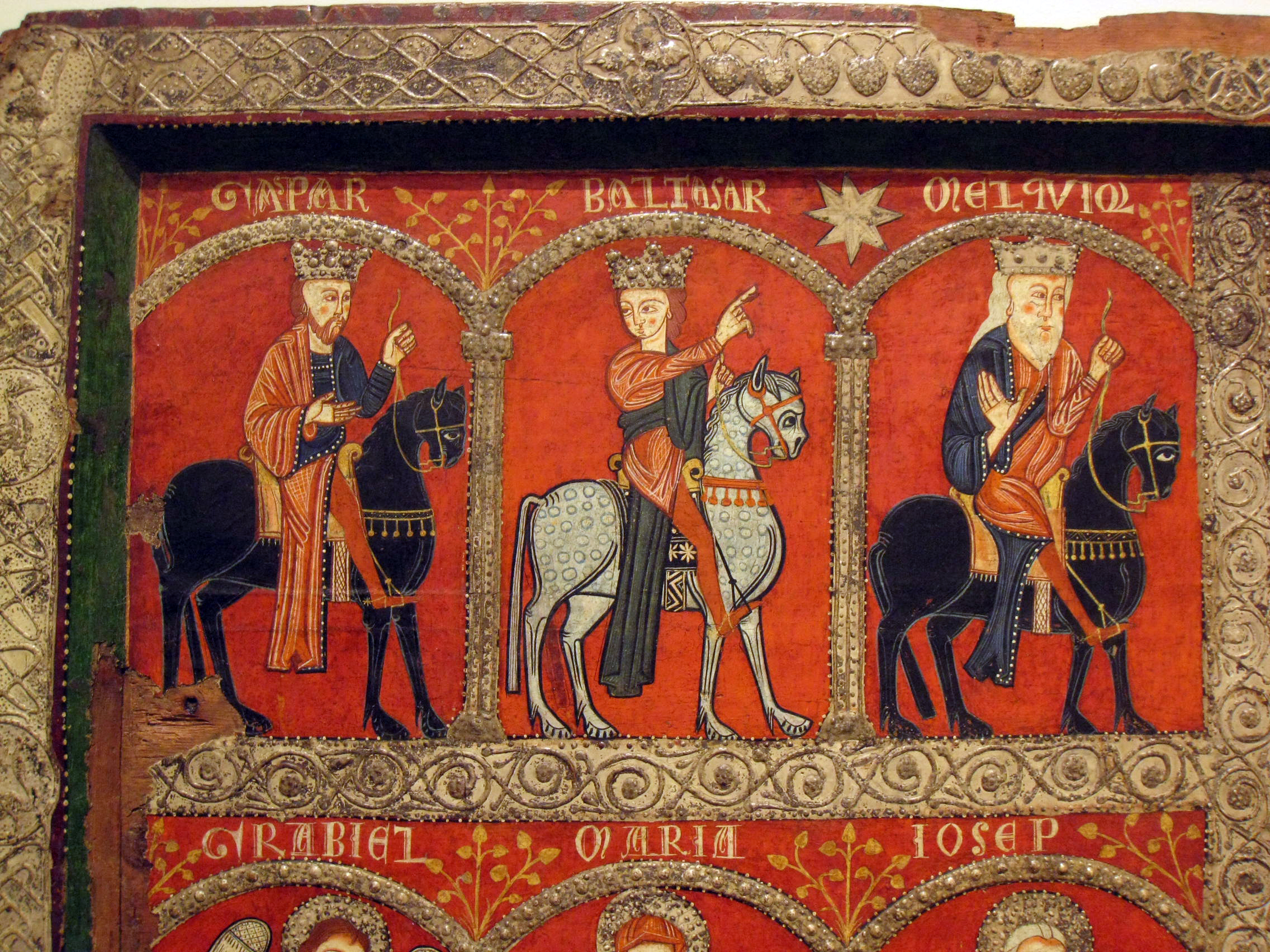
Трое волхвов (деталь алтарной композиции). Первая треть XIII века. Национальный музей искусства Каталонии

Волхвами на востоке называли магов, жрецов, учёных. Библеисты предполагают, что они пришли из Вавилона, Месопотамии, а возможно из Индии, поскольку они шли по Вифлеемской звезде не менее пяти месяцев. По этой необыкновенно яркой звезде волхвы сделали пророчество о рождении Мессии в Вифлееме, нашли ясли, где родился Иисус Христос. Эту звезду видели — по евангельским преданиям — и Иосиф с Марией, и пастухи, и все жители маленького городка Вифлеем в семи километрах от Иерусалима. В доказательство реальности необычайного по яркости и разноцветию небесного эффекта от звезды библеисты приводят вычисления астронома Иоганна Кеплера, который писал о соединении Юпитера и Сатурна в созвездии Рыб с синхронным приближением к ним Марса. Явление яркой звезды повторяется, по Кеплеру, через 794 года.

## Этимология
Волхвы — славянское слово, используемое в переводах на русский язык. В евангельском подлиннике стоит греч. μάγοι. В латинской традиции греческое μάγοι переводится латинским словом magi («волшебники»). В античной литературе в основном существуют два значения этого термина: люди, принадлежащие к персидским (зороастрийским) жрецам, и вавилонские жрецы-астрологи как особая профессиональная группа.
Наиболее распространённым у ранних авторов являлось мнение о происхождении волхвов из Персии. Об этом писали святители Иоанн Златоуст, Кирилл Александрийский, христианский богослов Климент Александрийский. На Руси этого же мнения придерживался Иосиф Волоцкий. Существует предание, что персы, захватившие Вифлеем в 614 году, воздержались от причинения какого-либо ущерба базилике Рождества Христова, поскольку увидели в ней изображение волхвов в персидских одеждах.
Святитель Григорий Богослов считал волхвов халдейскими астрологами.

## Традиции

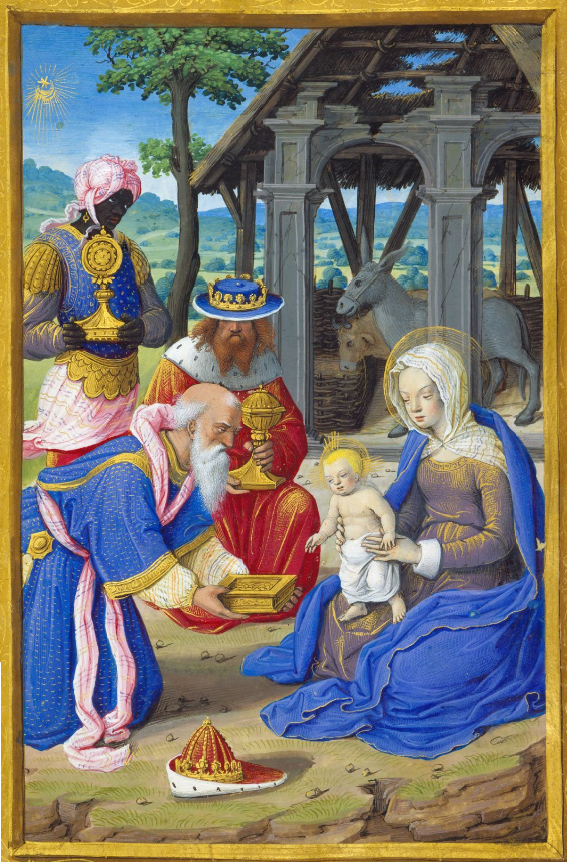
Традиционное представление библейских волхвов в «Часослове Генриха XVIII». Около 1500

Евангелист Матфей не пишет о количестве волхвов и их сане. По числу принесённых даров предположили, что их было трое. Впервые волхвов назвал царями святой Цезарий Арелатский (VI век). У Беды Достопочтенного (VIII век) появляются их имена — Каспар, Мельхиор и Валтасар. Он также описал их внешность и возраст: Мельхиор был бородатым старцем, Каспар — безбородым юношей, Валтасар — бородатым и темнокожим.
Со временем волхвов стали изображать как представителей трёх различных возрастов человека и выходцев из трёх различных частей света. Традиционно считается, что Мельхиор был старцем и королём Аравии, Каспар — юношей и королём Тарса, Валтасар — средних лет и царём Эфиопии. Волхвы принесли младенцу в дар золото — как царю, ладан — как Богу и смирну — как человеку, который будет погребён.
Существуют греческие варианты их имён (Аппелликон, Америн и Дамаскон), а также еврейские (Магалат, Галгалат и Серакин). Бытуют легенды и о четвёртом волхве, носящем имя Артабан (как брата персидского царя Дария). В ранних рукописях Валтасара иногда называют Вифисарей.
В Сирийской церкви существует предание о двенадцати волхвах, прибывших в Иерусалим с огромной свитой.

## Мощи

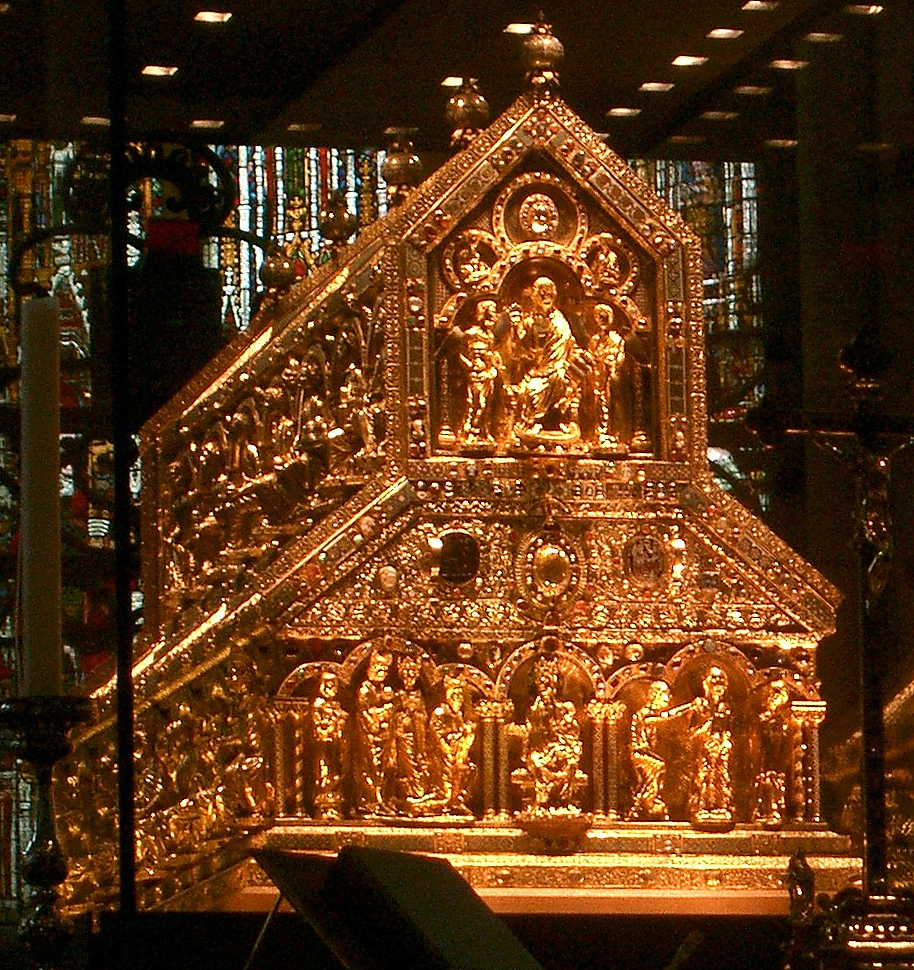
Рака трёх волхвов в Кёльнском соборе

По преданию, мощи волхвов были найдены императрицей Еленой. Сначала они были положены в Константинополе, в IV веке перенесены оттуда святым Евсторгием в Медиолан (совр. Милан), а в 1164 году, по желанию Фридриха Барбароссы, в Кёльн, где для их размещения была сооружена рака трёх волхвов, а для размещения раки — Кёльнский собор, самый крупный в Западной Европе.

## Почитание
В католической церкви память трёх волхвов совершается в праздник Богоявления (6 января, в некоторых католических странах — выходной день). Праздник получил в католической церкви название «праздник царей» (Festum regum) или «праздник трёх королей» (Festum trium regum).
Три волхва считаются покровителями путешественников и поэтому их имена часто входили в названия гостиниц (ранее — постоялых дворов), например, фр. Hotel Les Trois Rois — отель «Три Короля», нем. Zur Krone — «У короны», нем. Zum Stern — «У звезды», нем. Zu Drei Königen — «У Трёх королей».

## См. также

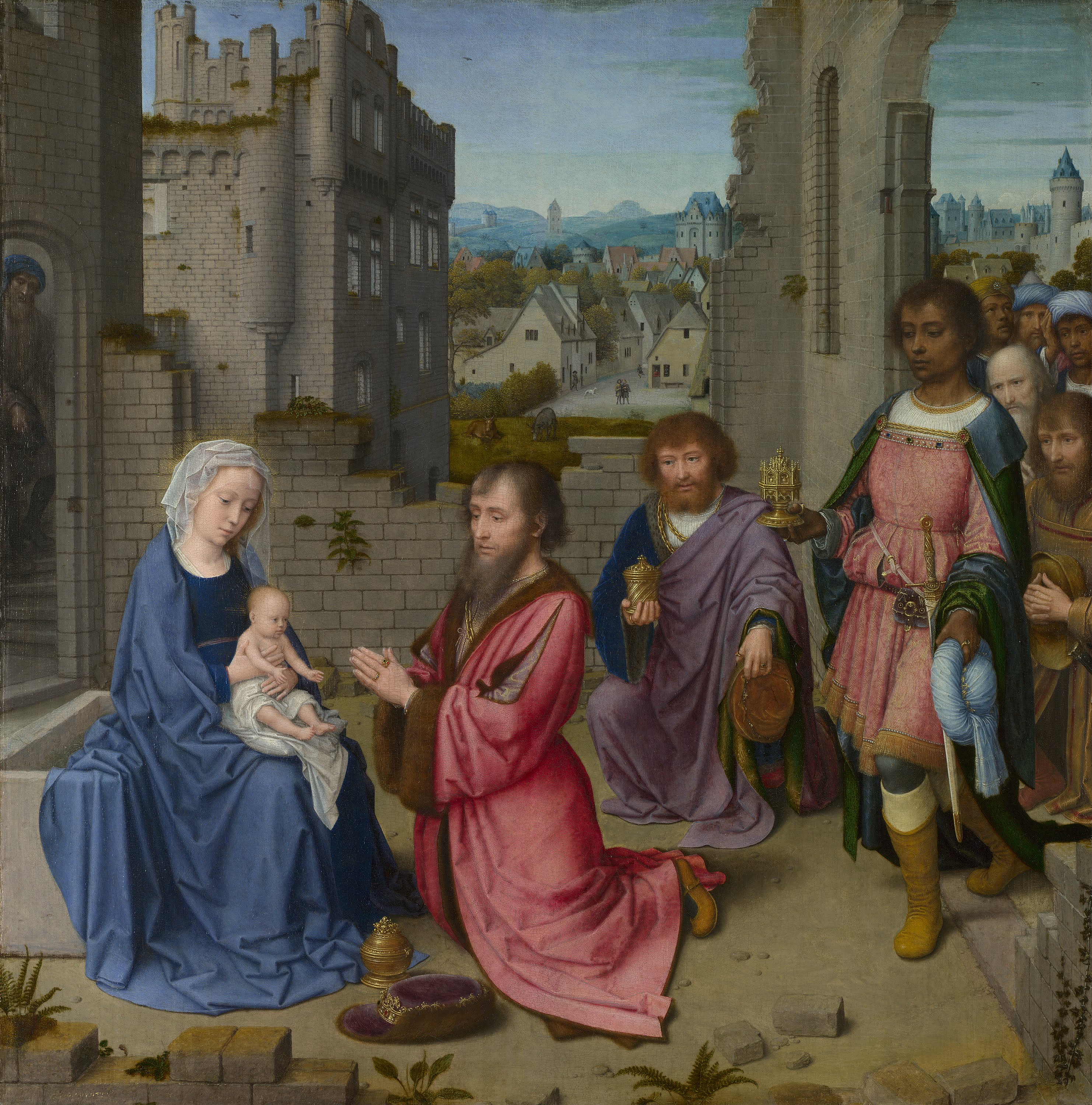
Герард Давид. Поклонение волхвов. Около 1515

## В культуре

Фра Филиппо Липпи и Фра Беато Анджелико. Поклонение волхвов. Около 1440—1460

- «Повесть о трёх королях» (белор. Аповесць пра трох каралёў) — литературный памятник второй половины XV века на западнорусском письменном языке, апокрифического жанра.
- Фигурируют в историческом романе американского военного, политического деятеля и писателя Лью Уоллеса «Бен Гур: история Христа» (1880), а также в его экранизациях 1925 и 1959 года.
- Пародией на историю о трёх волхвах считается вестерн Джона Форда «Три крёстных отца» (1948), поставленный по рассказу Питера Кайна.
- Являются персонажами детской сказки американской писательницы Рут Роббинс «Бабушка и три царя» (1960).
- Упоминаются в манге и аниме «Евангелион» (1995 и далее) поимённо как имена трёх блоков оборонного супер-компьютера, также групповым именем «Magi» назван он сам целиком.
- Передача мощей волхвов кёльнскому архиепископу Райнальду фон Дасселю составляет одну из линий сюжета романа Умберто Эко «Баудолино» (2000).
- Упоминаются в песне «Филидель» российской фолк-рок-группы «Мельница», вошедшей в её альбом «Манускрипт» (2021).